# Borets
Borets (bulgariska: Борец) är ett distrikt i Bulgarien.   Det ligger i kommunen Obsjtina Brezovo och regionen Plovdiv, i den centrala delen av landet, 140 km öster om huvudstaden Sofia.
Trakten runt Borets består till största delen av jordbruksmark. Runt Borets är det ganska tätbefolkat, med 93 invånare per kvadratkilometer.